# Stockard Channing
Stockard Channing (Nova York, 13 de febrer de 1944) és una actriu estatunidenca nominada als premis Oscar i Globus d'Or; guanyadora de tres premis Emmy i un Premi Tony. Va assolir la fama per la seva interpretació de la jove Betty Rizzo en la pel·lícula Grease, 1978 al costat de John Travolta i Olivia Newton-John. Es va consolidar pel seu paper de la Primera Dama Abbey Bartlet en la sèrie de televisió de la NBC The West Wing. També ha destacat la seva participació en teatre amb el paper de Beddy Dollon en el musical Mamma Mia!.

## Biografia
Stockard Channing va néixer a Nova York, Estats Units, filla de Lester Napier Stockard, un magnat de la navegació i Mary Alice English. Susan va créixer en el Upper East Side i va heredar la fortuna del seu pare quan aquest va morir el 1950. Va ser alumna de The Chapin School, una prestigiosa escola de noies de Manhattan, i posteriorment The Madeira School a Virgínia. Channing va estudiar història i literatura en el Radcliffe College i es va graduar el 1965. Es casaria amb el seu primer promès, Walter Channing, quan tenia 19 anys, del que va prendre el nom artístic de "Stockard Channing", fins i tot després del seu divorci.
Channing va començar la seva carrera d'actriu amb la companyia experimental Theatre Company de Boston amb la qual va realitzar l'obra d'off-Broadway Adaptation/Next. El 1971, Va debutar a Broadway amb Two Gentlemen of Verona de John Guare. Channing va debutar en Barri Sèsam i posteriorment va aconseguir el seu paper protagonista el 1973 amb el telefilm The Girl Most Likely To..., una comèdia negra escrita per Joan Rivers.
Després d'una sèrie de petites interpretacions en pel·lícules, Channing va coprotagonizar al costat de Warren Beatty i Jack Nicholson la pel·lícula de Mike Nichols Dos estafadors i una herència (1975). Però seria el 1978, amb 33 anys, quan aconseguiria el paper que la llançaria a la fama: el de la jove Betty Rizzo en la pel·lícula musical Grease. Aquest paper li va proporcionar el premi a la millor actriu secundària en els Premis People's Choice. Aquest mateix any va interpretar el paper de la secretària de Peter Falk en Un detectiu barat.
Channing protagonitzaria dos sitcoms per a la CBS entre 1979 i 1980: Stockard Channing in Just Friends i The Stockard Channing Show. Després d'un parell d'experiències poc productives a Hollywood, Channing va tornar a les seves arrels teatrals. Després de triomfar amb l'obra de Broadway, They're Playing Our Song (1980-81), va repetir aquest èxit com a mare en l'obra de Peter Nichols' A Day in the Death of Joe Egg. Això li va permetre guanyar el 1985 el Premi Tony a la millor actriu.
Channing va continuar la seva reeixida tornada als escenaris treballant novament amb John Guare. De fet, rebria dues nominacions dels Tony més pel seu treball en les obres The House of Blue Leaves (1986) i Six Degrees of Separation (1990) (pel qual guanyaria el Obie Award. Channing alternaria el seu treball per a televisió i seria nominada als premis Emmy per la miniserie de la CBS Echoes in the Darkness (1987) i guanyaria el CableACE Award pel treball d'Harvey Fierstein Tidy Endings (HBO, 1988).
La carrera cinematogràfica de Channing donaria un gir inesperat en 1993 quan va ser nominada als premis Oscar i als Globus d'Or per la seva interpretació de marxant d'art del Upper East Side en Un estrany a la família. A partir d'aquí, els papers a Hollywood es van multiplicar amb títols com To Wong Foo, Thanks for Everything! Julie Newmar (amb Patrick Swayze) i Smoke (amb Harvey Keitel) (1995); un petit cameo en El club de les primeres esposes, Íntim i personal (amb Robert Redford i Michelle Pfeiffer), i Moll Flanders (1996).

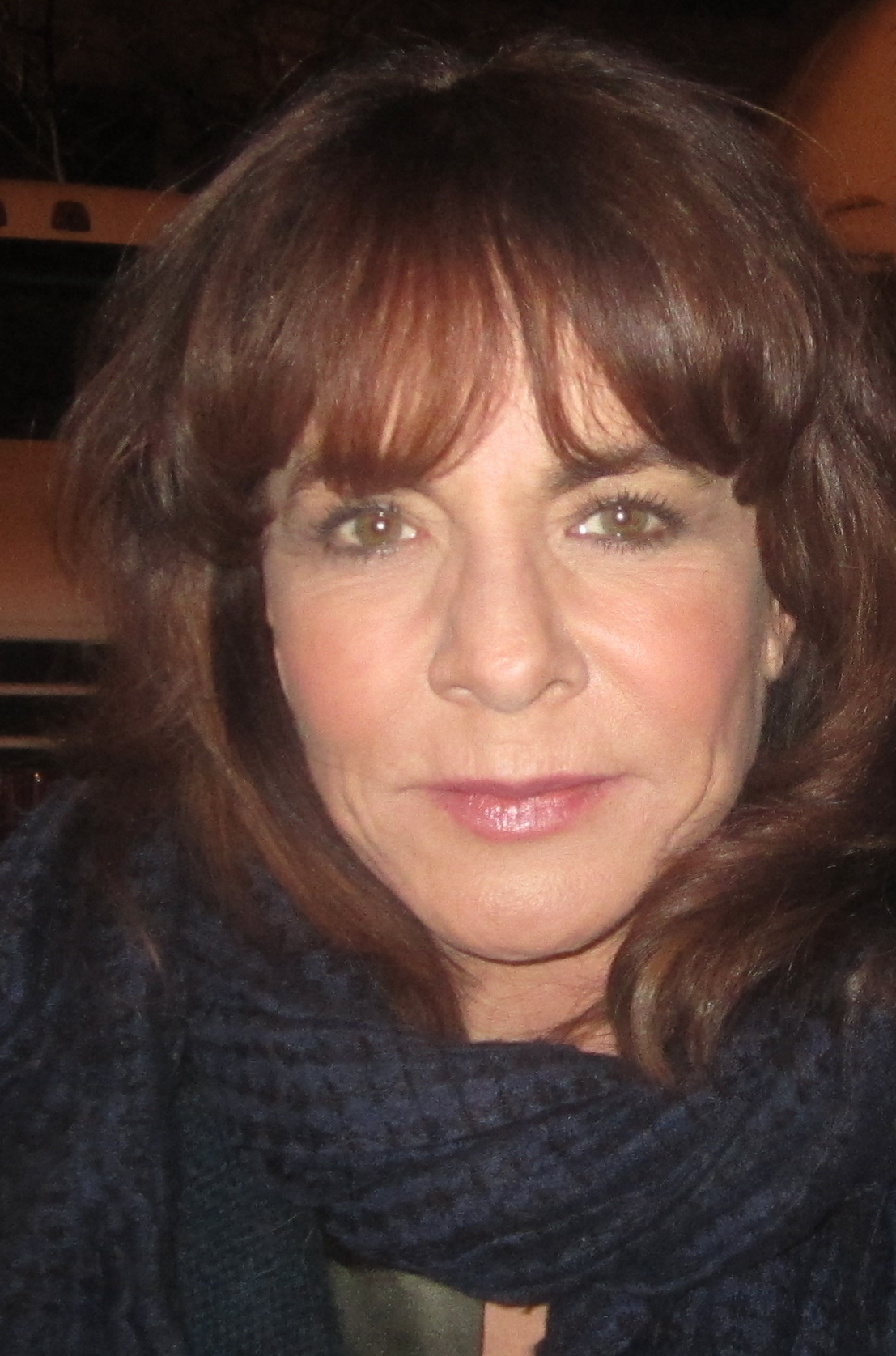
Channing el 2011

Channing també va tenir múltiples ofertes de televisió i teatre. Va protagonitzar el telefilm d'USA Network An Unexpected Family i la seva seqüela An Unexpected Life el 1998. Va ser nominada als Premis Independent Spirit com a millor actriu de repartiment pel seu treball d'una parella estèril en The Baby Dance (1998). A més, en teatre, va treballar en el Lincoln Center en l'obra de Tom Stoppard Hapgood (1995) i en l'adaptació de 1997 de l'obra de Lillian Hellman La lloba. Durant aquest període, va posar la veu al personatge de Barbara Gordon en la sèrie Batman Beyond, i va aparèixer en un episodi de la sèrie El rei del pujol.
Channing va ser nominada novament per als premis Tony en tres ocasions per Six Degrees of Separation (1990), Four Baboons Adoring the Sun (1992) i The Lion in Winter (1999).
El 1999, Stockard Channing acceptaria el paper de Primera dama Abbey Bartlet en la sèrie de la NBC The West Wing. Va començar com a estrella convidada en les dues primeres temporades però es va convertir en un personatge habitual el 2001. En la setena i última temporada The West Wing (2005-2006), Channing apareix tan sols en sis episodis perquè ja coprotagonizava la sitcom de la CBS Out of Practice al costat de Henry Winkler.
Channing va rebre diferents premis el 2002. Entre ells, el Primetime Emmy com a actriu de repartiment en drames per The West Wing. Aquest mateix any, va guanyar un altre Emmy i el Premi del Sindicat d'Actors per la seva interpretació de Judy Sheppard en The Matthew Shepard Story, un docudrama sobre la mort de Matthew Shepard. Finalment, Channing va rebre el 2002 el London Film Critics Circle Award per la millor actriu de l'any per la seva interpretació en Foscos negocis.
El 2002 va tornar a la pantalla gran amb una comèdia romàntica que va tenir a Edward Burnsy Angelina Jolie com a estrella. “Set dies i una vida" va tenir una molt bona rebuda, tant entre el públic com amb la crítica.
El 2003, va protagonitzar “Bright Young Things” amb Jim Broadbent, i més tard aquest any, va treballar amb Kate Hudson i Naomi Watts en “Le Divorce” .
Posteriorment, Woody Allen la va convidar perquè actués en el seu film “Tota la resta", on Jason Biggs interpreta un escriptor que coneix a una noia disfuncional, encarnada per Christina Ricci. Danny DeVito també va tenir un petit rol en aquest film, que va tenir lloc a la ciutat de Nova York.
El 2005 va tornar a tenir èxit en la pantalla gran, en actuar al costat de John Cusak i Diane Lane en la comèdia romàntica “...I que li agradin els gossos".
En la seva vida personal, després del seu divorci de Walter Channing en 1967, va tornar a contreure matrimoni altres tres vegades; primer amb l'actor Paul Schmidt, de qui es va divorciar en 1976; aquest mateix any es va casar novament, aquesta vegada amb l'escriptor i productor David Debin. Aquesta unió només va durar quatre anys, fins a 1980. El seu últim matrimoni va ser amb David Rawle, i en aquest cas, també va acabar divorciant-se, el 1988.

## Filmografia
Les seves pel·lícules més destacades són:
- Anatomia d'un hospital (The Hospital) (1971), d'Arthur Hiller.
- Up the Sandbox (1972), d'Irvin Kershner.
- The Girl Most Likely To... (1973), de Lee Philips.
- Dos estafadors i una herència (The Fortune) (1975), de Mike Nichols
- Sweet Revenge (1976), de Jerry Schatzberg.
- The Big Bus (1976), de James Frawley.
- Grease (1978), de Randal Kleiser.
- The Cheap Detective (1978), de Robert Moore.
- The Fish That Saved Pittsburgh (1979), de Gilbert Moses.
- Safari 3000 (1982), d'Harry Hurwitz.
- Without a Trace (1983), de Stanley R. Jaffe.
- Heartburn (1986), de Mike Nichols.
- Secrets indiscrets (The Men's Club) (1986), de Peter Medak.
- A Time of Destiny (1988), de Gregory Nava.
- Staying Together (1989), de Lee Grant.
- Meet the Applegates (1991), de Michael Lehmann.
- Married to It (1991), d'Arthur Hiller.
- Bitter Moon (1992), de Roman Polanski.
- Un estrany a la família (Six Degrees of Separation) (1993), de Fred Schepisi.
- David's Mother (1994), de Robert Allan Ackerman.
- Smoke (1995), de Wayne Wang.
- To Wong Foo, Thanks for Everything! Julie Newmar (1995), de Beeban Kidron.
- Íntim i personal (Up Close & Personal) (1996), de Jon Avnet.
- Moll Flanders, el coratge d'una dona (Moll Flanders) (1996), de Pen Densham.
- El club de les primeres esposes (The First Wives Club) (1996), d'Hugh Wilson.
- The Prosecutors (1996), de Rod Holcomb.
- Lily Dale (1996), de Peter Masterson.
- Pràcticament màgia (Practical Magic) (1998), de Griffin Dunne.
- An Unexpected Life (1998), de David Jones.
- The Baby Danse (1998), de Jane Anderson.
- Twilight (1998), de Robert Benton.
- Lulu on the Bridge (veu) (1998), de Paul Auster.
- The Venice Project (1999), de Robert Dornhelm.
- Other Voices (2000), de Dan McCormack.
- Isn't She Great (2000), d'Andrew Bergman.
- La força de l'amor (Where the Heart Is) (2000), de Matt Williams.
- The Truth About Jane (2000), de Lee Rose.
- The Business of Strangers (2001), de Patrick Stettner.
- Life or Something Like It (2002), de Stephen Herek.
- Behind the Red Door (2002), de Matia Karrell.
- Bright Young Things (2003), de Stephen Fry.
- Confessions of an Ugly Stepsister (2002), de Gavin Miler.
- Le Divorce (2003), de James Ivory.
- Qualsevol altra cosa (Anything Else) (2003), de Woody Allen.
- Abby Singer (2003) (cameo)
- Hitler: The Rise of Evil (2003), de Christian Duguay.
- Red Mercury (2005), de Roy Battersby.
- I que li agradin els gossos (Must Love Dogs) (2005), de Gary David Goldberg.
- 3 Needles (2005), de Thom Fitzgerald.
- Out of Practice (2005-2006).
- The West Wing (1999-2006).
- Sparkle (2007), de Sheila
- Sundays at Tiffany's (2010), de Vivian
- Multiple Sarcasms (2010), de Pamela
- Pulling strings (2013), de Virgínia

## Teatre
Obres representades a Broadway:
- Other Desert Cities (2011)
- Pal Joey (2009)
- The Lion in Winter (1999)
- The Little Foxes (1997)
- Four Baboons Adoring the Sun (1992)
- Six Degrees of Separation (1992)
- Love Letters (1990)
- Woman in Mind (1988) - Off-Broadway -
- The House of Blue Leaves (1986)
- Joe Egg (1985)
- The Golden Age (1984)
- The Rink (1984)
- They're Playing Our Song (1981)
- No Hard Feelings (1973)
- Two Gentlemen of Verona (1973)